# Il cavallo d'acciaio
Il cavallo d'acciaio (The Iron Horse) è un film muto del 1924 diretto da John Ford.
Il film è un'epopea della costruzione della Prima Ferrovia Transcontinentale.

## Trama
Springfield, Illinois, 1853. Dave Brandon, figlio adolescente di un topografo che sogna di poter vedere un giorno la ferrovia transcontinentale, ama la giovane Miriam Marsh, figlia di un imprenditore. Amico dei due genitori è l'avvocato Abe, che come Brandon crede nella ferrovia. Dave e suo padre decidono di partire verso l'Ovest in cerca di fortuna, ma durante una sosta vengono attaccati dagli indiani. Il padre viene ucciso da un capo Cheyenne, il figlio si nasconde e viene portato in salvo da alcuni esploratori.
Sono passati dieci anni, e il sogno del padre di Dave sembra vicino alla sua realizzazione: l'avvocato Abe Lincoln ora è divenuto presidente, e autorizza la costruzione della ferrovia. Il padre di Miriam, Thomas Marsh, ora è a capo di una divisione della Union Pacific, compagnia incaricata di costruire un tratto della linea transcontinentale. Miriam è fidanzata con Jesson, ingegnere della Union Pacific.
La linea della Union Pacific, partita da Omaha, viene faticosamente costruita da manovalanza irlandese, operai cinesi ed ex soldati della Guerra Civile, che quotidianamente combattono contro la fame e le incursioni indiane. Il tratto terminale giunge a North Platte, e gli ingegneri si trovano di fronte impervie montagne da attraversare. Il ricco possidente Deroux insiste affinché la linea segua una lunga deviazione attraverso le sue terre, circumnavigando la catena montuosa. Ma casualmente Marsh incontra Dave Brandon, ora divenuto pony-express, che afferma di conoscere un passaggio in una gola tra le montagne, il luogo ove molti anni prima suo padre era stato ucciso. Marsh manda Dave e Jesson a esplorare il passaggio, ma l'ingegnere, corrotto da Deroux e geloso per l'interesse che Miriam ha nei confronti del ritrovato amore d'infanzia, spinge Dave giù da un dirupo. Jesson ritorna alla città ferroviaria con la triste notizia, ma Dave si è salvato aggrappandosi a un rovo, e ritorna anch'egli in città. Il duello tra i due sembra inevitabile, ma Miriam insiste affinché Dave non uccida Jesson, rivelandogli però il suo amore.
Deciso il nuovo tracciato ferroviario, la città di North Platte viene abbandonata e una nuova città nasce nel deserto: Cheyenne City. In meno di una giornata un polveroso villaggio si tramuta in una fiorente e disordinata città. Deroux, deciso a tentare il tutto per tutto al fine di deviare la linea sui suoi terreni, smaschera la sua identità: egli è l'indiano che molti anni prima aveva ucciso il padre di Dave, e convince i bellicosi Cheyenne a dissotterrare l'ascia di guerra contro la linea ferroviaria. Gli operai capeggiati dal giovane Brandon stanno costruendo un tratto nella pianura, quando vengono attaccati dagli indiani. Dave riesce a far giungere in città notizia dell'attacco indiano, e nella città ferroviaria la popolazione si divide tra l'aiutare i compagni in difficoltà e disinteressarsi della questione in protesta contro le dure condizioni di lavoro. Ma nel mentre una mandria di vacche partite dal Texas giunge a Cheyenne City, e la resistenza degli operai ribelli è piegata. L'intera cittadinanza si reca sul luogo dell'assedio indiano e mette in fuga gli incursori. Dave ingaggia un duello corpo a corpo con Deroux, riconoscendolo come l'assassino di suo padre, e lo uccide.
In seguito Dave abbandona la città per arruolarsi nelle file della Central Pacific; alcuni anni dopo giunge il momento solenne dell'incontro tra le due linee, a Promontory Point nello Utah. Dave e Miriam si incontrano nuovamente e si allontanano insieme.

## Produzione
Il film, prodotto dalla Fox Film Corporation, fu girato in California e Nevada dal gennaio al marzo 1924.

## Distribuzione
Il film venne distribuito dalla Fox Film Corporation e presentato in anteprima il 28 agosto 1924. Alcune copie del film sono conservate negli archivi della 20th Century-Fox Film Corporation e negli archivi della Library of Congress.
Alla Mostra del cinema di Venezia 2007 venne proiettata una copia restaurata del film, insieme ad altri classici della filmografia mondiale.

### Date di uscita
IMDb
- USA	28 agosto 1924	 (première)
- Germania	1925
- Svezia	5 ottobre 1925
- Austria	febbraio 1926
- Finlandia	6 settembre 1926
- Danimarca	31 gennaio 1927
- Portogallo	17 aprile 1928
- Germania Ovest	1º febbraio 1975	 (prima TV)
- USA	1º ottobre 2007	 (New York Film Festival)
- USA	16 novembre 2007	 (St. Louis International Film Festival)
- USA	15 luglio 2010	 (San Francisco Silent Film Festival)

Alias
- The Iron Horse	USA (titolo originale)
- Das Feuerross	Austria / Germania
- El caballo de hierro	Argentina / Spagna
- Le Cheval de fer	Canada (titolo Francese) / Francia
- A tüzparipa	Ungheria
- Das eiserne Pferd	Germania Ovest (titolo TV)
- Il cavallo d'acciaio	Italia
- Ildhesten	Danimarca
- O Cavalo de Ferro	Portogallo
- The Iron Trail	USA (titolo di lavorazione)
- The Trans-continental Railroad	USA (titolo di lavorazione)
- Zelazny kon Polonia

## Riconoscimenti
Nel 2011 è stato scelto per essere conservato nel National Film Registry della Biblioteca del Congresso degli Stati Uniti.

## Pubblicazioni
Il cavallo d'acciaio. Cento anni del capolavoro di John Ford di Michele Salimbeni, Zanette Edizioni, 2024